# 卡梅什科沃
56°35′N 41°00′E / 56.583°N 41.000°E
卡梅什科沃（俄语：Ка́мешковo）是俄羅斯弗拉基米爾州北部的一個城市、卡梅什科沃區行政中心，距弗拉基米爾東北41公里。2002年人口14,161人。
1892年建立，1951年設市。